# Beatrix Kastilská (1242–1303)
Beatrix Kastilská (portugalsky Beatriz de Castela e Gusmão, španělsky Beatriz de Castilla y Guzmán, 1242 Zaragoza – 27. října 1303) byla portugalská královna z rodu burgundsko-ivrejského.

## Život
Beatrix se narodila z mileneckého vztahu kastilského infanta Alfonse X. s Marií Guillén de Guzmán a měla ještě několik vlastních i nevlastních sourozenců z otcova oficiálního manželství s Jolandou Aragonskou. Jako dvanáctiletá dívenka byla 1253 provdána za ovdovělého a o třicet let staršího krále sousedního Portugalska. Jednalo se o politický tah týkající se sporu obou králů o Algarve. Kastilský král přislíbil, že se vzdá všech práv na Algarve ve prospěch prvního mužského potomka Alfonse a Beatrix ve chvíli, když dítěti bude sedm let.
Alfons III. nutně potřeboval legitimního následníka trůnu, vzdal se francouzského hrabství Boulogne a i přes existenci manželství s Matyldou z Boulogne, se s Beatrix oženil. Matylda si na manželovu bigamii stěžovala u papeže a Alexandr VI. vynesl nad oblastmi království, kde Alfons se svou mladou chotí pobýval, interdikt. Král se papežskému nátlaku se nepodvolil. Patová situace se vyřešila Matyldinou smrtí roku 1258.
Beatrix porodila staršímu manželovi osm legitimních potomků a přežila jej o čtyřiadvacet let. V roce 1284 byla přítomna u smrtelné postele svého otce. Společně s manželem je pohřbena v cisterciáckém klášteře Alcobaça.